# 娘クリ Nyan×2 Music Clip
『娘クリ Nyan×2 Music Clip』（にゃんクリ　にゃんにゃんミュージッククリップ）は、テレビアニメおよび劇場用アニメとして制作された『マクロスF』に登場する二人のシンガーシェリル・ノームとランカ・リーのミュージック・クリップ集を収録したオリジナルアニメーションDVDおよびBlu-ray。2010年12月15日にFlyingDogから発売された。
『娘フロ。』、『娘トラ☆』、『娘たま♀』、『娘ドラ◎』などflying DOG発売のマクロスF関連商品は名称の後に記号が書かれることが慣例になっているが、本作では栗の絵が描かれている。

## 概要
2008年にテレビアニメとして放送された『マクロスF』、そして2009年に劇場公開された『劇場版 マクロスF イツワリノウタヒメ』は人気を博し、中でも二人の歌姫「シェリル・ノーム」と「ランカ・リー」はシングル・アルバムともにオリコンランキングにチャートインするほどの人気になった。こうした事を受け、制作されたのが本ミュージック・クリップ集である。シェリルとランカがミュージッククリップを作ったらという想定で、二人のインタビュー映像を挟んで代表的な14曲が収録されている。アニメーションは一部テレビアニメおよび劇場版から再録しているものもあるが、多くは新規に作画されている。「アナタノオト」や「ノーザンクロス」などの振り付けは中島愛やMay'nがモーションアクターとなって、キャプチャーした動作を元に制作されている。
パッケージイラストは江端里沙の描き下ろしで、マイクを手にポーズを取るシェリルとランカが描かれている。
ブックレットは『娘フロ。』などと同様にマクロスF世界で制作されたという想定で書かれている。

## チャプター
1. オープニング〜シェリル インタビュー1
2. ユニバーサル・バニー
3. シェリル・インタビュー2
4. 射手座☆午後九時Don't be Late
5. ランカ インタビュー1
6. アナタノオト
7. 恋はドッグファイト
8. ランカ インタビュー2
9. CM・ニンジーン Loves you yeah!
10. CM・だるまゼミナール
11. ランカインタビュー3
12. 星間飛行
13. ランカ インタビュー4
14. 「BIRD HUMAN」予告編
15. ランカ〜シェリル インタビュー
16. What 'bout my Star? @Formo
17. CM・スターライト納豆（Ver.A）
18. CM・スターライト納豆（Ver.B）
19. CM・開拓重機
20. シェリル インタビュー3
21. ダイアモンド クレバス
22. シェリル インタビュー4
23. ノーザンクロス
24. ランカ&シェリル インタビュー
25. ライオン
26. エンディング

## 登場人物
シェリル・ノーム
声 - 遠藤綾、パフォーマンス - May'n
「銀河の妖精」と呼ばれる2059年のトップシンガー。本クリップでは「ユニバーサル・バニー」、「射手座☆午後九時 Don't be late」、「What 'bout my star? @Formo」、「ダイアモンド・クレバス」、「ノーザンクロス」、「ライオン」を歌う。
ランカ・リー
声 - 中島愛
「超時空シンデレラ」と呼ばれる2059年のトップアイドル。本クリップでは「アナタノオト」、「恋はドッグファイト」、「ニンジーンLoves you yeah!」、「だるまゼミナール」、「星間飛行」、「アイモ～鳥の人」、「What 'bout my star? @Formo」、「スターライト納豆」、「開拓重機」、「ライオン」を歌う。
オオサンショウウオさん
ランカが愛用している生体携帯電話（バイオセルラー）。緑色のふにょっとした体に短い手足がついている。
あい君
ランカが一時期保護していた緑色の生物。つぶらな瞳と大きなしっぽが特徴。
早乙女アルト
民間軍事会社S.M.S.に所属するバルキリー乗りの青年。白いVF-25Fのパイロット。
青山プリン
マクロス・フロンティアで人気急上昇中の小学生アイドル。ランカと同様の緑色の髪をしている。フロンティアフーズより発売された「天晴れニンジン」のCMにランカと一緒に出演。
オゴタイ
第33海兵部隊の指揮官のゼントラーディ。星間飛行のクリップに副官らと共に登場。
ブレラ・スターン
マクロスギャラクシー船団アンタレス小隊所属の軍人。紫のVF-27γのパイロット。
アキラ・神島
声 - 野島裕史
映画「BIRD HUMAN 鳥の人」で主役の工藤シン役を演じた俳優。
ミランダ・メリン
声 - 田中理恵
映画「BIRD HUMAN 鳥の人」でサラ・ノーム役を演じた女優。第12回ミス・マクロスフロンティア。
ジョージ・山森
映画「BIRD HUMAN 鳥の人」の監督。クレジットに名前のみ登場。
ヒロシ・オオノギ
映画「BIRD HUMAN 鳥の人」の原作者。クレジットに名前のみ登場。
ヨーコソ・カノン
映画「BIRD HUMAN 鳥の人」の音楽担当。クレジットに名前のみ登場。
ミハエル・ブラン
S.M.S.スカル小隊所属の青年。スナイパー仕様の青いVF-25Gを操縦する。
クラン・クラン
S.M.S.ピクシー小隊の隊長。平時は地球人と同じマイクローン・サイズだが、非常時は巨大化して戦う。
ハニー鈴木
ブックレットの解説の執筆者。マクロス7船団出身の音楽評論家。娘クリの本編には登場せず。